# ぼくたちの青春は覇権を取れない。
『ぼくたちの青春は覇権を取れない。』（ぼくたちのせいしゅんははけんをとれない）は有象利路による日本のライトノベル。イラストはうまくち醤油が担当。電撃文庫（KADOKAWA）より刊行。

## 概要
『アニメズム』の作品名で第24回電撃小説大賞にて最終選考に残り、結果落選。その後拾い上げという形で現在の作品名で書籍化され、有象のデビュー作となった。
読書メーター週間おすすめランキング情報Vol.278ライトノベル部門では1位にランクインした。
2018年5月10日より、カクヨムにて本作品の続編が投稿されている。

## 登場人物

### 昇陽高校アニメーション研究部
本作品の舞台。1962年に創部された、歴史ある部活とされる。
坂井 九太郎（さかい くたろう）
本作品の主人公及び語り手。物語開始時点で二年生。無趣味・無特技だが少しだけアニメに興味があったという理由でアニメーション研究部に入部。
岩根 美弥美（いわね みやび）
本作品のヒロイン。九太郎のクラスメイトで、学年で一番浮いている美少女。掃除部に所属している。かつて亡くした兄といっしょに見たアニメが何であったかを知るために九太郎と一緒にアニメーション研究部におもむき部長に協力を求める。その交換条件としてアニメーション研究部に入部する。とても口数が少なく話すときも言葉が断片的なため、九太郎が「通訳」としてわかりやすい文にする役割を担っている。
阿仁田 伊之（あにた よしゆき）
アニメーション研究部の部長。生きることの情熱をアニメだけに注いでおり、他のことに対する興味は乏しい。
馬越 莉嘉（うまこし りか）
伊之の幼なじみで、アニメーション研究部の副部長。文芸部と兼部している。部長のことが好きかと聞くと取り乱す。
田中 ひろ（たなか ひろ）
九太郎が一年生だった頃に昇陽高校に転校したが、自己紹介でアニメ好きを公表したことで周りに冷たい目でみられ、そこから登校拒否をしていた。結果留年し、それからは保健室登校をしている。アニメーション研究部に入部する。

### 昇陽高校生徒会
咲宮 詩優（さきみや しゆ）
昇陽高校の生徒会長。アニメを目の敵にしており、アニメーション研究部を廃部にしようとしている。伊之とは特に仲が悪い。

### 昇陽高校のその他の生徒
佐藤（さとう）
九太郎の友人。オカルト研究部所属。

### 昇陽高校の職員
中村（なかむら）
アニメーション研究部の顧問代理。保健室の先生。ひろに学校のマスターキーを貸し出していた。
山本（やまもと）
サッカー部の顧問。怒りやすい。
弥刀野 秋（みとの あき） / 咲宮 秋（さきみや あき）
アニメーション研究部の初代顧問。1964年の創部から1999年まで顧問を務めた。弥刀野は旧姓で、早矢の実母にして詩優の祖母。前昇陽高校理事長。
咲宮 早矢（さきみや はや）
昇陽高校理事長。詩優の母親で、同様にアニメ嫌い。

## 既刊一覧
- 有象利路（著）・うまくち醤油（イラスト） 『ぼくたちの青春は覇権を取れない。 -昇陽高校アニメーション研究部・活動録-』 KADOKAWA〈電撃文庫〉、2018年4月10日発売[6]、ISBN 978-4-04-893786-3